# Mit Jan und Tini auf Reisen
Mit Jan und Tini auf Reisen war eine Fernsehserie in der DDR nach einer Idee von Jörg d’Bomba, der auch in vielen Folgen die Regie übernahm. Sie handelt von den beiden unternehmenslustigen Puppen Jan und Tini, die mit einem kleinen „Silberhummel“ genannten Auto durch das Land fahren und dabei Maschinen erklären, Berufe vorstellen oder einzelne Städte und Sehenswürdigkeiten in der damaligen DDR zeigen. Die Serie umfasst 84 Folgen. Eine Folge dauert ungefähr 25 Minuten.

## Handlung
Der Ablauf der Folgen war meistens sehr ähnlich. Durch die Begegnung mit einem Menschen oder einer Alltagssituation wurden Jan und Tini in eine Geschichte geworfen. Dabei wurde in den meisten Folgen ein bestimmter Beruf vorgestellt oder hinter die Kulissen einer Fabrik geschaut. Einzelne Folgen führten auch in typische Landschaften und Städte der DDR. Zu Beginn jeder Folge lief das Titellied Wenn Jan und Tini reisen.

## Entstehung
Die Serie wurde im DEFA-Studio für Trickfilme in Dresden gedreht. Sie lief von 1970 bis 1990 im Fernsehen der DDR. Neben Jörg d’Bomba, auf dessen Idee die Serie beruhte, waren Sepp Klose, Wolfgang Schiebel, Gojko Mitić und Siegmar Schubert weitere Regisseure. Die Produktion einer Folge dauerte 14 Tage. Zu mehreren Folgen der Serie komponierte Henry Kaufmann die Musik, aber auch Günther Fischer war vertreten.

## Hintergrund
Die Folgen wurden stets an Originalschauplätzen gedreht. Die erste Folge spielte in einer Großbäckerei. In einer anderen Folge fahren Jan und Tini ins Trickfilmstudio, und es wird gezeigt, wie eine Folge der Serie produziert wird. Zudem gibt es eine Doppelfolge über die Hauptstadt Berlin. Darüber hinaus spielt eine Folge im Pionierlager Artek auf der Krim. Dafür wurde in der damaligen Sowjetunion gedreht.
Gespielt wurden die beiden titelgebenden Puppen Jan und Tini von Hans Claus und Arnim Rüdiger, später auch von Walter Später, gesprochen wurden sie von Helga Hahnemann und Helga Sasse.
Alle anderen agierenden Personen in der Serie waren stets echte Menschen. Dabei spielten häufig namhafte Schauspieler wie Sepp Klose, Gojko Mitić und Ulrich Teschner mit. Teilweise waren auch Mitarbeiter der gezeigten Firmen als Statisten zu sehen.
In einigen Folgen gab es auch Crossovers mit Pittiplatsch sowie Herrn Fuchs und Frau Elster.

### Hauptfiguren
Jan ist ein blonder Junge. Er sitzt meist am Steuer des silbriggrauen Fahrzeugs der beiden, der „Silberhummel“. Oft trägt er eine braune Mütze.
Das Mädchen Tini ist seine Beifahrerin. Ihre schwarzen Haare sind zu Zöpfen gebunden. Zumeist trägt sie einen blauen Hut und ein blaues Kleid.

## Episodenliste (Auswahl)
Die Serie umfasst insgesamt 84 Folgen, wovon 80 auf insgesamt 6 DVD-Boxen erschienen sind. Die folgende Liste ist nicht chronologisch.
- In der Großbäckerei
- "Bei den Sauriern" (1987; Regie: Siegmar Schubert)
- Im Trickfilmstudio (1986; Wie ein Trickfilm entsteht; Regie: Jörg d’Bomba)
- Bei den Hunden (1986; Regie: Gojko Mitić)
- Bei den Schafen (1985; Regie: Jörg d’Bomba)
- Auf dem Lande (1980; Regie: Sepp Klose)
- Automobilindustrie (Regie: Sepp Klose)
- In der Poliklinik (1979; Regie: Sepp Klose)
- Durch unsere Hauptstadt Berlin Teil 1 (1979; Regie: Helmut Schreiber)
- Durch unsere Hauptstadt Berlin Teil 2
- Bei den Plüschtieren
- Bei den Pferden
- Im Theater
- Bei den Instrumentenbauern (Musikinstrumente)
- Tatü-Tata – die Feuerwehr ist da (Bei der Feuerwehr)
- Spielzeug
- Uhrenwerk
- Der Werdegang eines Buches
- Druckerei
- Der Weg des Wassers
- Papier
- Wetter
- Gemüseanbau
- Vom Korn zum Mehl
- Brillen – Gläser mit Fassungen
- Der Weg der Wolle
- Glas
- Bei den Binnenfischern
- Auf den Spuren des Kalenders
- Bei den Bürstenmachern
- Bäckerei
- Im Chemiewerk
- Auf der Baustelle (Plattenbau)
- Kartoffeln (Regie: Helmut Schreiber)
- Milchreise
- Im Dienstleistungsbetrieb
- Von der Obsternte bis zur Konservierung
- Kulturpark Berlin
- Containertransport (Regie: Jörg d'Bomba)
- Wie Bestecke hergestellt werden
- In Karl-Marx-Stadt (1986; Regie: Willi Urbanek)
- Auf der Spur von SERO
- Die endlose Rille
- Eisenbahn
- Auf der Post
- Auf den Wasserstraßen
- Zuckerrüben
- In der Bibliothek
- Das Haus mit dem runden Dach
- Porzellan
- Von Bienen und Blüten
- Wie Stoff bedruckt wird
- Fahrt nach Artek
- In Artek
- Von Zinn und Zinnfiguren (1982; Regie: Sepp Klose)
- Die wandernden Bäume
- Bei den Rahmenmachern
- Von Blumen, die nie welken
- Auf dem Topfmarkt
- Bei den Puppenmachern
- Wo kommt das Salz her?
- Bei den Sorben (1988; Regie: Siegmar Schubert)
- Bei den Straßenbahnen in Dresden (Regie: Gojko Mitić)
- Stromerzeugung

## Rezeption
Hinsichtlich ihres Ostalgie-Wertes und der aus heutiger Sicht dokumentarischen Darstellung der Ära Erich Honecker genießt die Serie heute eine Art Kultstatus.